# 우주 빨래방
《우주 빨래방》(Cosmos Laundromat, 코드명: 구즈베리 무비 프로젝트, Gooseberry Movie Project)은 블렌더 재단이 만든 대략 10분 길이의 단편 영화이자 오픈 무비 중 6번째 영화로, 2015년 8월 10일 개봉되었다. 톤 루즌달이 2010년 1월 이 프로젝트를 발표하였다. 스튜디오 라인업은 2014년 1월 세팅되었다. 스토리 보드, 프로젝트 대상은 3월에 발표되었다. 또, 크라우드펀딩 캠페인이 같은 기간 시작되었다. 이 영화는 전 세계 12곳 이상의 국제 애니메이션 스튜디오의 연합에 의해 제작되었다. 작품은 60~80명이 풀 타임으로 참여할 경우 18개월 소요될 것으로 예측되었다.
《엘리펀츠 드림》, 《빅 벅 버니》, 《신텔》, 《로봇의 눈물》에 이은 이 단편 영화는 블렌더 재단의 5번째 영화 프로젝트이다. 특히 오픈 콘텐츠 영화와 게임의 개발을 용이케 할 목적으로 구성된 재단의 한 부서인 블렌더 인스티튜트에 의해 개발되었다. 이 영화는 2015년 초에 견본을 개봉하고 초연할 예정이었다. 90분에 이르는 장편 영화이다. 영화 그 자체와 스튜디오에서 만든 자료는 크리에이티브 커먼즈 라이선스를 통해 공개된다. 초기 10분 파일럿은 2015년 8월 10일 유튜브에 공개되었다. SIGGRAPH 2016 컴퓨터 애니메이션 축제 심사위원의 선정상(SIGGRAPH 2016 Computer Animation Festival Jury's Choice award)을 받았다. 영화 제작을 위해 펀딩이 이루어지는 가운데 블렌더 재단은 기존의 기능을 개선하거나 새 기능을 소프트웨어 제품에 추가할 수 있었다.

## 프로젝트 목표
톤 루즌달에 따르면 구즈베리 프로젝트의 목표는 장편의 애니메이션 영화를 제작할 수 있도록 자신들이 속한 기관의 기대치를 높이고 오픈 소스 프로젝트를 위한 클라우드 서비스의 사용을 탐구하며, 블렌더 재단을 위한 새로운 비즈니스 모델을 만들어내는 것이다.

## 등장 인물
- 프랭크(Frank)
- 빅터(Victor)
- 타라(Tara)